# G.91戰鬥機
G.91是意大利菲亞特應北約要求所研製的輕型戰鬥機，為意大利在二戰後首種自行研製的噴射戰鬥機，其外表酷似美製F-86D戰鬥機，飛行機動性優秀而且維修簡易，可執行空戰和轟炸等各種任務，意大利空軍三色箭飛行表演隊都曾使用G.91作為表演機。

## 型号演变

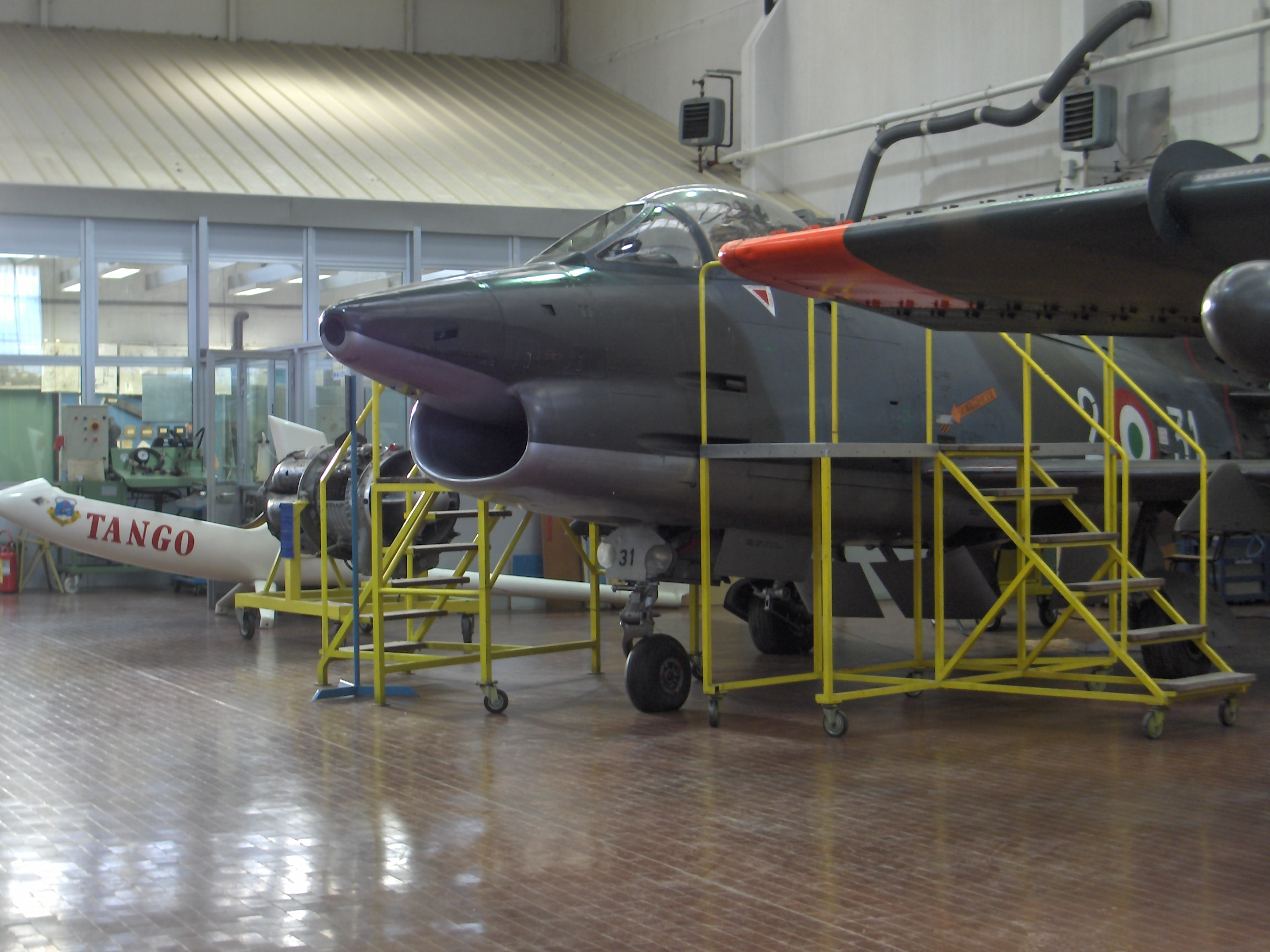
G.91R/1

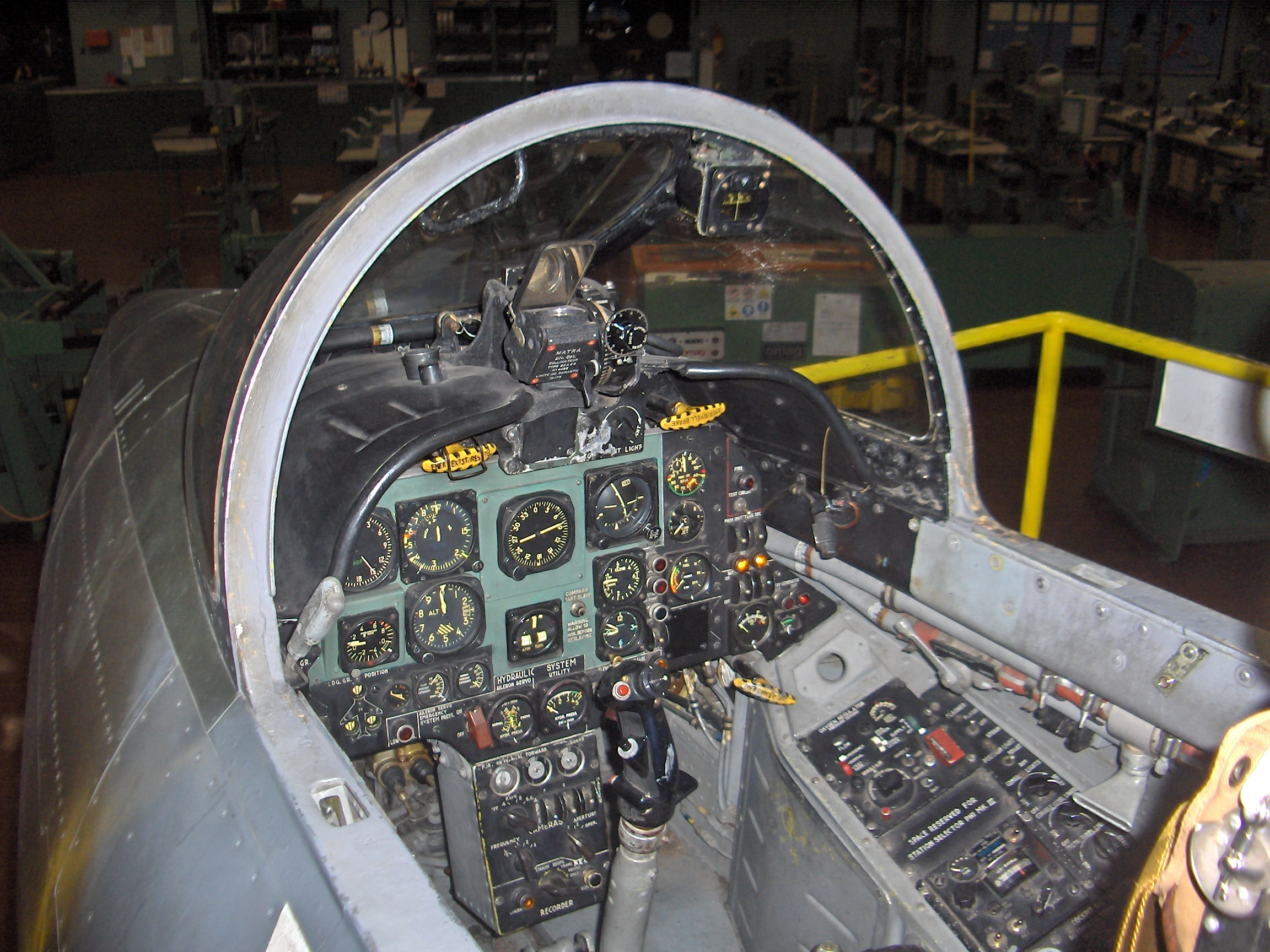
G.91R/1的驾驶舱

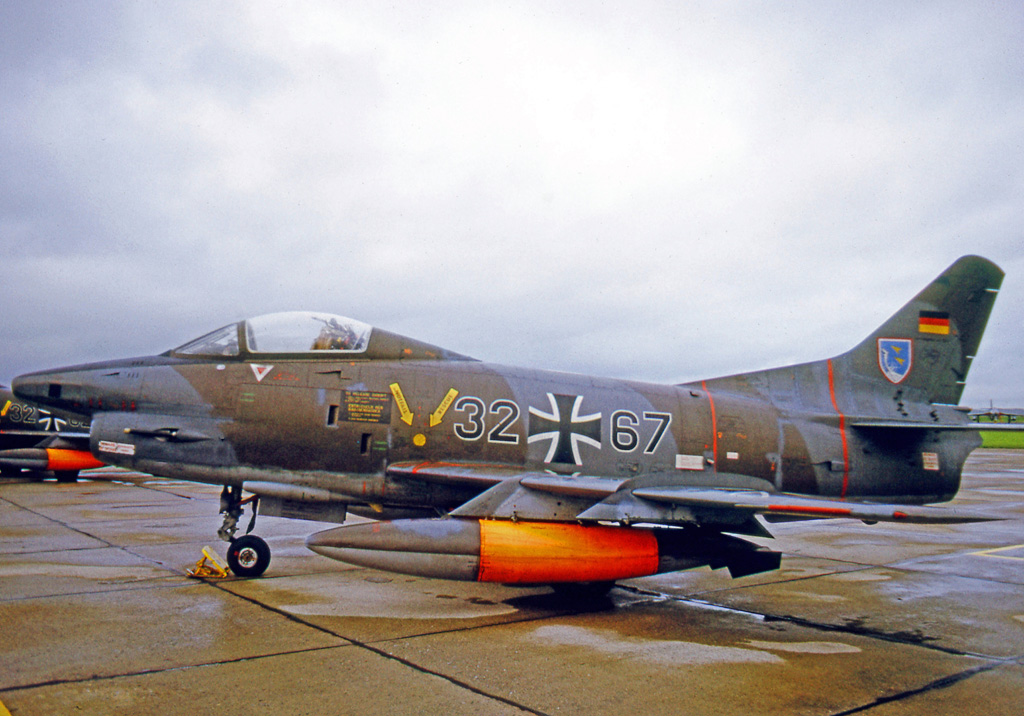
西德的G.91R/3

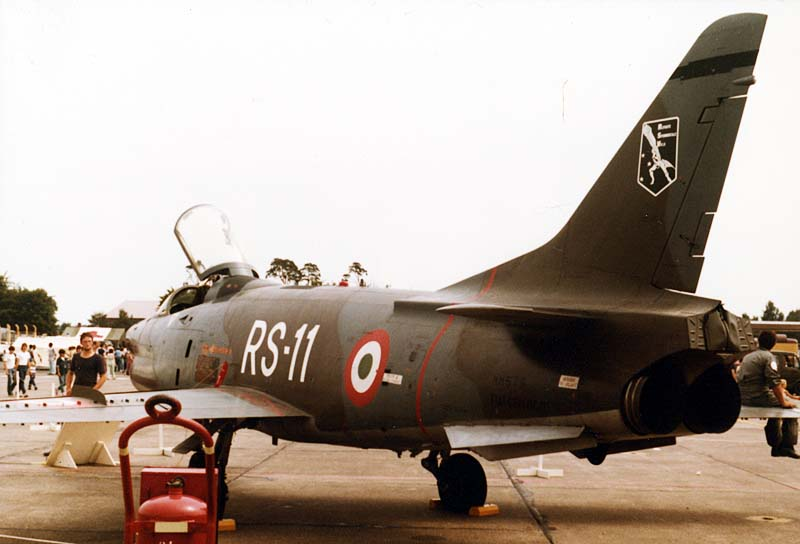
G.91Y（1986年摄于拉姆施泰因空军基地）

G.91原型机和预生型号。
G.91A单一的一架原型机。
G.91BS/1衍生自G.91T，改进了航空电子设备与摄影设备，并未建成。
G.91BS/2BS/1的双座版本，并未建成。
G.91E并未建成。
G.91N由预生产型改装而成，其配有额外的导航设备。
G.91R/1轻型攻击机/侦察机。为最初的型号，左右翼下各有一个武器挂架，主武装为4门勃朗宁机枪。
G.91R/1AR/1的改进型号，提高了续航能力并加装了雷达。
G.91R/1B为进一步的改进型号。
G.91R/2法国空军的单座侦察攻击机型。并未建成。
G.91R/3单座攻击机，西德空军的侦察版本。主武器更换为2门30mm（1.181英寸）DEFA机炮
G.91R/4与R/3类似，但是武装为四门勃朗宁机枪。
G.91R/5为挪威设计的远程版本。
G.91R/6一架改进了起落架与航空电子设备并增加了油箱容量与武器备弹量的版本。
G.91RS（G.91S）并未建成的改进型号。
G.91T/1意大利空军的双座教练机型。
G.91T/2法国空军的双座教练机型，并未建成。
G.91T/3西德空军的双座教练机型。
G.91T/4意大利空军的双座教练机型，并未建成。
G.91TS超音速版本的G.91T，并未建成。
G.91YG.91的大幅改进型。换装两台奇異J85发动机，并安装了新的火控系统，武装为两门30毫米DEFA机炮。
G.91YTG.91Y的双座教练机型，并未建成。
G.91YSG.91Y的瑞士空军版本，只有一架建成。
G.93一个未能实现的项目。

## 基本参数
- 乘員：1人
- 機長：10.3米
- 翼展：8.58米
- 翼面積：16.4平方米
- 機高：4米
- 空重：3,100公斤
- 最重：5,500公斤
- 最快速度：1,075公里/小時
- 航程：1,150公里
- 昇限：13,100米

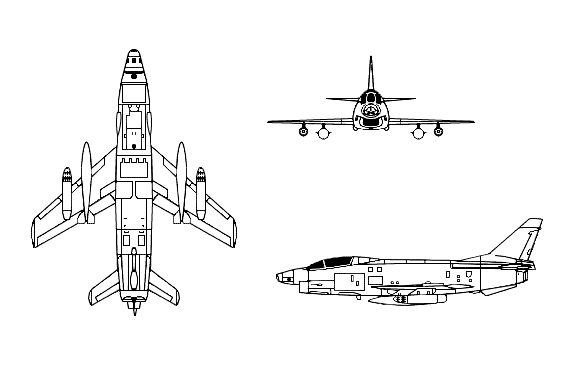
G.91Y三視圖

- 發動機：1俱英國製噴射發動機（推力：22.2kN）
- 武裝：機頭4挺12.7毫米口徑白朗寧M3重機槍/2挺30毫米口徑DEFA機炮（西德空軍）+680公斤68毫米火箭筴艙與炸彈等各種空用武器

## 使用國家

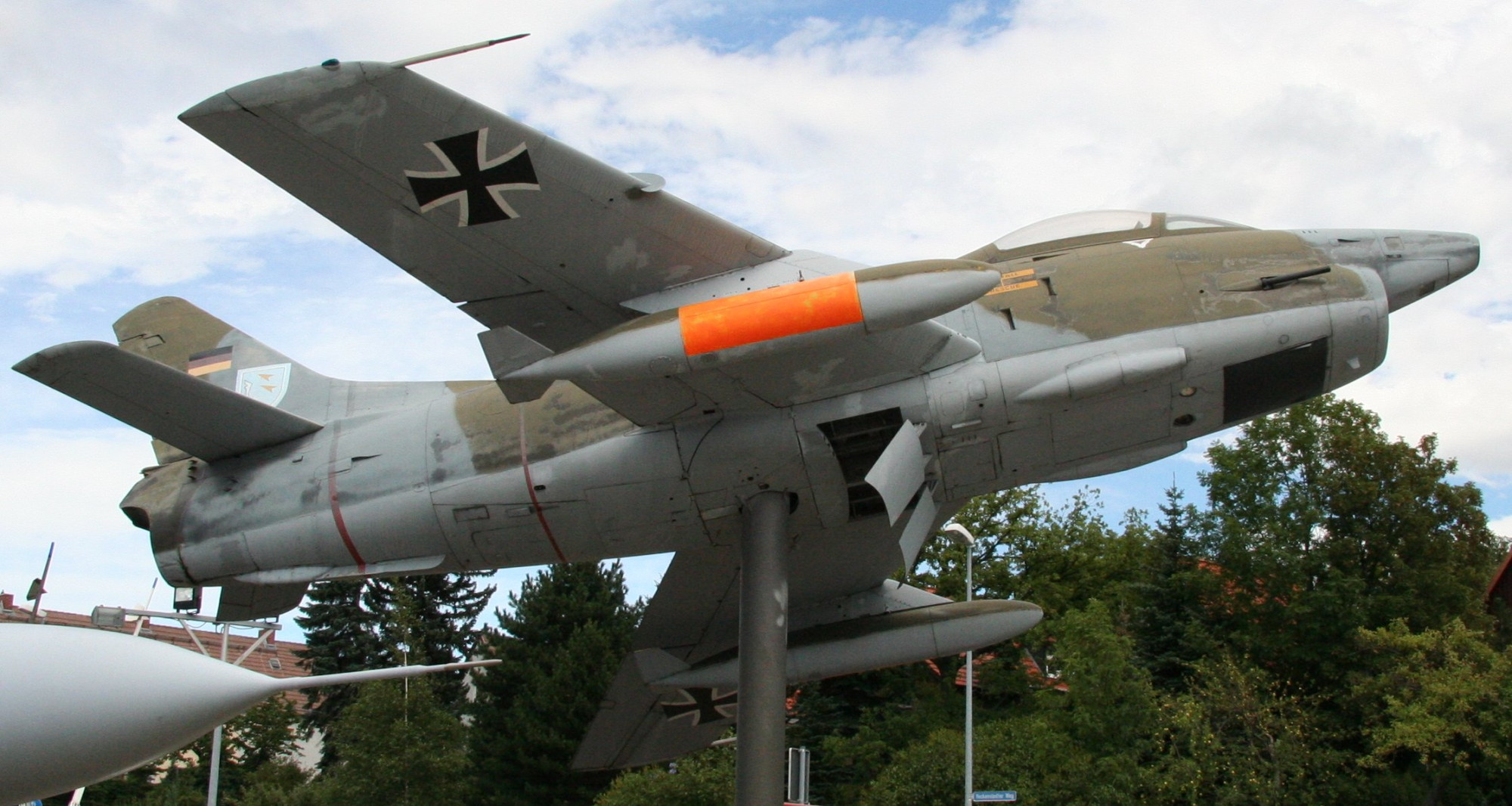
西德的G.91

- 義大利
- 西德
- 葡萄牙
- 希腊
- 美国（评估测试）
- 安哥拉